# Tjäretjärnen, Medelpad
Tjäretjärnen är en sjö i Sundsvalls kommun i Medelpad och ingår i Indalsälvens huvudavrinningsområde.